# Michał Frąckowiak (ekonomista)
Michał Julian Frąckowiak (ur. 14 sierpnia 1961) – polski menedżer i ekonomista, w 1992 podsekretarz stanu w Ministerstwie Współpracy Gospodarczej z Zagranicą, były prezes Nafty Polskiej.

## Życiorys
Absolwent Szkoły Głównej Planowania i Statystyki, pracował jako nauczyciel akademicki na tej uczelni. Od 1 marca do 7 sierpnia 1992 pełnił funkcję podsekretarza stanu w Ministerstwie Współpracy Gospodarczej z Zagranicą (z rekomendacji Adama Glapińskiego), kierował wówczas komisją przyznającą koncesje na obrót paliwami. Na początku 1994 objął fotel dyrektora warszawskiego oddziału, a następnie prezesa firmy Solo (potem Duo) z branży paliwowej. W latach 1998–2001 zajmował stanowisko prezesa Nafty Polskiej. Później prowadził działalność gospodarczą, zasiadał też m.in. w radzie nadzorczej BRE Banku. W 2005 zeznawał przed komisją śledczą ds. PKN Orlen.